# 埃里克·萨阿德

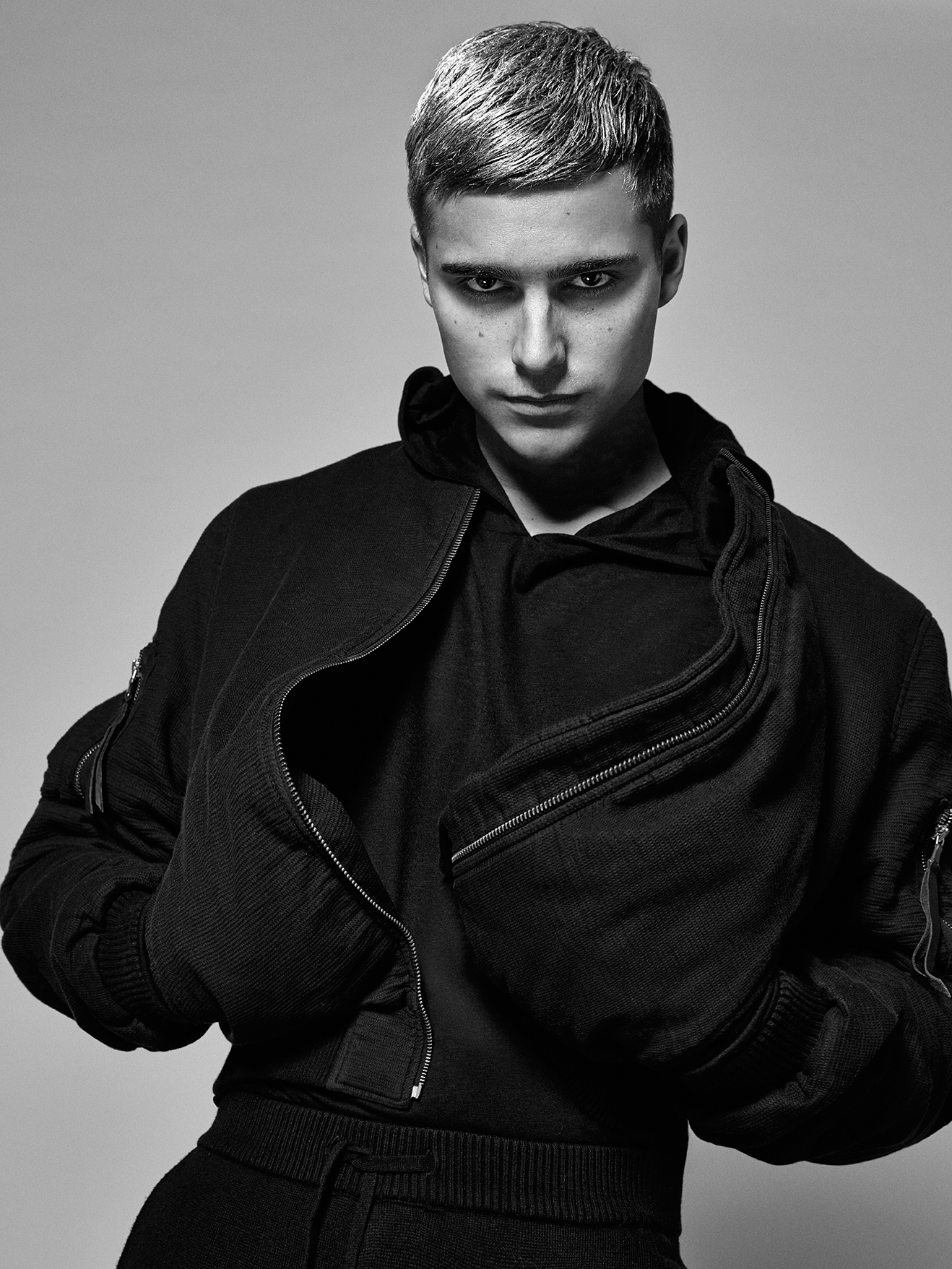
2016年时的萨阿德

埃里克·萨阿德（瑞典語：Eric Saade；1990年10月29日—），瑞典歌手及词曲作家。
他曾在男孩团体What's Up!待过两年，但在2009年2月脱离而独自发展个人事业。2011年他以歌曲《Popular》赢得了当年瑞典旋律节的冠军，并代表瑞典参加在德国举办的2011年歐洲歌唱大賽，取得了第三名的成绩。